# Maclurodendron parviflorum
Maclurodendron parviflorum är en vinruteväxtart som beskrevs av Thomas Gordon Hartley. Maclurodendron parviflorum ingår i släktet Maclurodendron och familjen vinruteväxter. Inga underarter finns listade i Catalogue of Life.